# Gnathochromis
Gnathochromis és un gènere de peixos pertanyent a la família dels cíclids.

## Distribució geogràfica
Es troba a l'Àfrica oriental: el llac Tanganyika.

## Taxonomia
- Gnathochromis permaxillaris (David, 1936)[4]
- Gnathochromis pfefferi (Boulenger, 1898)[5][6][7][8][9][10][11]